# Ezra-Neemia
Ezra-Neemia a fost inițial o carte din biblia ebraică, ulterior divizată de creștini în secolul al III-lea și de evrei în secolul al XVI-lea. Descrie perioada de după căderea Babilonului (539 î.Hr.), atunci când Cirus al II emite decretul de reconstruire a templului lui Solomon (538 î.Hr.) și prezintă misiunile succesive la Ierusalim ale lui Zorobabel, Ezra și Neemia și eforturile lor de a restaura venerarea lui Dumnezeu și de a purifica moral comunitățile evreiești.   
Ezra a plecat din Babilon în prima lună a celui de-al șaptea an  a domniei lui Artaxerxes, fiind o căpetenie a unei divizii de evrei care includea preoți și leviți. Ei au ajuns în Ierusalim în prima zi a lunii a cincea din al șaptelea an conform calendarului ebraic. Textul nu specifică dacă regele cu pricina este Artaxerxes I (465–424 î.Hr.) sau Artaxerxes al II-lea (404–359 î.Hr.). Cei mai mulți cercetători consideră că Ezra a trăit în cursul domniei lui Artaxerxes I, deși unii au unele dificultăți cu această presupunere: Neemia și Ezra „par să nu aibă cunoștință unul de celălalt, misiunile lor nu se suprapun”; totuși, la Neemia cap. 12, ambii conduc procesiuni lângă zid ca parte a ceremoniei de sfințire. Deci erau în mod clar contemporani și lucrau împreună în Ierusalim la vremea în care zidul și orașul, contrar punctului de vedere exprimat anterior. Aceste dificultăți au condus mulți cercetători să considere că Ezra a sosit în al șaptelea an de domnie a lui Artaxerxes al II-lea, adică la circa 50 ani după Neemia. Această premiză ar implica faptul că relatarea din Bibliei nu este cronologică. Ultimul grup de cercetători văd „al șaptelea an” drept eroare de scriere și susțin că cei doi bărbați au fost contemporani. Totuși, Ezra apare pentru prima oară la Neemia cap. 8, probabil fiind anterior aflat la curtea regelui timp de doisprezece ani.

## Divizarea cărții
Textul masoretic conține o notă marginală ce indică versetul din Neemia 3:32 ("Argintarii și negustorii au lucrat între odaia de sus din colț și Poarta Oilor.") ca fiind la "jumătatea cărții". În schimb, Talmudul babilonian continuă tradiția inițială a unui sul întreg. Începând din secolul al 16, Bibliile ebraice divizează în cărțile Ezra și Neemia, pe când alte traduceri, cum ar fi cea a Douay-Rheims, le menționează ca Întâia și A doua Ezdra (pronunția greacă a numelui). 